# 丙午迫害
丙午迫害（：／ Byeongo Bakhae ?）舊稱丙午邪獄（：／ Byeongo Saok ?），是1846年（憲宗12年）6月5日至9月20日期間朝鮮王朝迫害天主教徒的事件。金大建在此次迫害中殉教。
1831年9月9日，教宗額我略十六世設立朝鮮宗座代牧區後，巴黎外方傳教會的傳教士伯多祿·斐理伯·莫邦（羅伯多祿）前往滿洲，在教友丁夏祥的保護下，於1836年1月12日進入朝鮮。同為巴黎外方傳教會出身的朝鮮教區主教老楞佐-若瑟-瑪略·伊姆贝尔（范世亨）亦於1836年進入朝鮮，任命金大建、崔良業、崔方濟為聖職者，將他們送往澳門進行神學教育。金大建等人於1845年在上海金家巷聖母無染原罪堂獲祝聖晉鐸，成為神父。在若望·费雷奥尔主教的指示下，金大建等人於1846年自滿洲返回朝鮮。他們在朝鮮西海岸的巡威島被官軍發現，遭到逮捕。9月16日在漢城被斬首殉教。

## 殉教者
- 金大建
- 玄錫文（朝鲜语：현석문）
- 南景文（朝鲜语：남경문 (1796년)）
- 韓履亨（朝鲜语：한이형）
- 禹述任（朝鲜语：우술임）
- 林致百（朝鲜语：임치백）
- 金任伊（朝鲜语：김임이）
- 李干蘭（朝鲜语：이간난）
- 鄭鐵艶（朝鲜语：정철염）